# Eduardo de Medeiros
Eduardo Leal de Medeiros (Niterói, 23 aprile 1923 – San Paolo, 20 maggio 2002) è stato un pentatleta brasiliano.

## Palmarès
In carriera ha conseguito i seguenti risultati:
- Mondiali:

Helsingborg 1951: bronzo nel pentathlon moderno a squadre.